# Football Club Femminile Juventus
Maillots
Le Football Club Femminile Juventus, appelé plus couramment FCF Juventus, est un club italien de football féminin fondé en 1978 et basé dans la ville piémontaise de Turin.

## Histoire

### Historique du nom
- 1978: Création sous le nom de Girls Ball Torino Vernici Martino
- 1978: Prend le nom de ACF Vernici Martino
- 1980: Prend le nom ACF Juventus Martino
- 1982: Prend le nom ACF Juve Piemonte
- 1983: Prend le nom FCF Elettrik Elcat Juve Piemonte
- 1984: Prend le nom FCF Juventus Martino
- 1985: Prend le nom FCF Juve
- 1986: Prend le nom ACF Juventus Bastino
- 1987: Prend le nom FCF Juventus
- 1998: Prend le nom Libertas Beinasco Juventus
- 2000: Prend le nom Football Club Femminile Juventus CVA
- 2003: Prend le nom Football Club Femminile Juventus 1978
- 2007: Prend le nom ASD Femminile Juventus Torino Calcio Ragazze

## Palmarès
| Compétitions nationales |
| - Championnat d'Italie D2 (1) : - Champion : 1984. - Vice-champion : 1991 et 2010. - Championnat d'Italie D3 (1) : - Champion : 1999, 2001 et 2004. |